# Parada de Garganes (TRAM Alicante)
Garganes es una parada del TRAM Metropolitano de Alicante donde presta servicio la línea 9. Está situada en la parte norte del casco urbano de Altea, junto al Ayuntamiento.

## Localización y características
Se encuentra ubicada junto a la calle del Ferrocarril y la Plaza José María Planelles, desde donde se accede. Dispone de un andén y una vía. En esta parada se detienen los nuevos trenes duales de la línea 9.

## Líneas y conexiones
| << Cabecera | < Estación | Línea | Estación > | Cabecera >> |
| ----------- | ---------- | ----- | ---------- | ----------- |
| Benidorm    | Altea      |       | Cap Negret | Denia       |